# Tom Robinson
Tom Robinson, född 1 juni 1950 i Cambridge i England, är en brittisk sångare, basist, låtskrivare och radioprofil på BBC. Han är mest känd som sångare och basist i Tom Robinson Band (ofta förkortat TRB) som 1977 fick en stor hit med låten "2-4-6-8 Motorway" och för deras första album Power in the Darkness (1978). Robinson var öppet homosexuell och sjöng om detta i sina låtar, varav de mest kända är TRB:s "Glad to be Gay" som ursprungligen skrevs för en gay-parad i London 1976 samt "Long hot summer" som handlar om det så kallade stonewallupproret, upploppet i Greenwich Village i New York sommaren 1969 som följde efter det att polisen stormat gay-klubben Stonewall Inn. Senare kom han ut som bisexuell, gifte sig med en kvinna och fick barn.
Före TRB spelade Robinson i ett akustiskt band vid namn Café Society. Tom Robinson Band klassas ofta musikaliskt som något mellan punk och new wave. Efter TRB hade han ett kortlivat nytt new wave-band, Sector 27. Senare soloskivor har gjorts i andra, mjukare musikstilar.
Tom Robinson Band återupplivades 1989, under ett knappt års tid.

## Diskografi

### Album

#### Solo
- 1982 – North by Northwest
- 1982 – Cabaret 79 (Live) [a]
- 1984 – Hope and Glory
- 1986 – Still Loving You
- 1987 – Midnight at the Fringe (Live)
- 1988 – Last Tango: Midnight At The Fringe [b]
- 1989 – Last Tango [c]
- 1992 – Living in a Boom Time (Live)
- 1994 – Love over Rage
- 1996 – Having It Both Ways
- 1998 – The Undiscovered Tom Robinson
- 2001 – Smelling Dogs
- 2015 – Only the Now

#### Café Society
- 1975 – Café Society

#### Tom Robinson band
- 1978 – Power in the Darkness
- 1979 – TRB Two
- 1992 – The Winter Of 89 (Live)
- 1997 – Rising Free (The Very Best Of TRB)
- 2013 – The Anthology 1977-1979

#### Sector 27
- 1980 – Sector 27

#### Övriga artistsamarbeten
- 1990 – We Never Had It So Good Tom Robinson & Jakko M. Jakszyk
- 2002 – Faith, Folk & Anarchy Steve Knightley, Tom Robinson & Martyn Joseph